# Sven Martinsen
Sven Johan Osvald Martinsen (ur. 28 września 1900 w Porvoo, zm. 9 września 1968 w Sarpsborgu) – norweski zapaśnik walczący w stylu klasycznym. Dwukrotny olimpijczyk. Zajął dziewiąte miejsce w Paryżu 1924 i Amsterdamie 1928 w wadze koguciej do 58 kg.
Trzykrotny medalista mistrzostw Europy, złoty w 1929 roku.

## Letnie Igrzyska Olimpijskie 1924
| Konkurencja                  | Runda grupowa             | Runda grupowa           | Runda grupowa          | Runda grupowa        | Klas. końcowa |
| Konkurencja                  | Przeciwnik I              | Przeciwnik II           | Przeciwnik III         | Przeciwnik IV        | Miejsce       |
| ---------------------------- | ------------------------- | ----------------------- | ---------------------- | -------------------- | ------------- |
| styl klasyczny, waga kogucia | Georgios Zervinis (GRE) W | Herman Andersen (DEN) W | Henri Dierickx (BEL) P | Väinö Ikonen (FIN) P | IX miejsce    |

## Letnie Igrzyska Olimpijskie 1928
| Konkurencja                  | Walki             | Walki                | Walki               | Klas. końcowa |
| Konkurencja                  | Pierwsza runda    | Druga runda          | Trzecia runda       | Miejsce       |
| ---------------------------- | ----------------- | -------------------- | ------------------- | ------------- |
| styl klasyczny, waga kogucia | Đula Sabo (YUG) W | Ödön Zombori (HUN) P | Kurt Leucht (GER) P | IX miejsce    |